# 垂直 (電影公司)
垂直（英語：Vertical），前名為垂直娛樂（英語：Vertical Entertainment），美國獨立電影發行及製作公司，由製片人里奇·戈德堡（Rich Goldberg）與米奇·布丁（Mitch Budin）於2012年創立。垂直透過院線、隨選視訊、實體媒體和串流媒體來發行電影。

## 歷史
製片人里奇·戈德堡（Rich Goldberg）與米奇·布丁（Mitch Budin）於2012年創立了本公司，起初名為垂直娛樂（Vertical Entertainment），每年發行24部左右的電影。公司起初只透過隨選視訊、實體媒體和串流媒體來發行電影。垂直起步並不順利，合夥人彼得·傑洛威（Peter Jarowey）稱公司團隊甚至一度在「掃帚間」裡辦公。之後公司順利轉型成院線片製作公司。
2019年11月，垂直宣布將成立英國發行分部。

## 外部連結
- 官方网站